# はつかいち市民図書館
はつかいち市民図書館（はつかいちしみんとしょかん）は、広島県廿日市市にある市立の図書館である。「廿日市市庁舎」･「はつかいち文化ホール（さくらぴあ）」･「はつかいち美術ギャラリー」からなる複合施設の一つ。
はつかいち市民図書館は、下平良地区にある「はつかいち市民図書館」、大野地区にある「大野図書館」、津田地区にある「さいき図書館」と「移動図書館」からなる。

## 概要[1]
- 構造：鉄筋コンクリート構造、一部鉄骨構造
- 階数：地上7階地下1階（庁舎・文化センター全体） 　　庁舎・文化センター内1階および地下一階部分（はつかいち市民図書館）
- 所蔵分野：全体
- 蔵書数：445,531冊（全体） 　　　　256,097冊（はつかいち市民図書館） 　　　　145,263冊（大野図書館） 　　　　44,171冊（さいき図書館）
- 延床面積：1,466m2（はつかいち市民図書館）

## 歴史
- 1997年1月 - 開館
- 2005年11月 - 大野町および宮島町との合併により、分館として、廿日市市大野1328番地に、はつかいち市民大野図書館を併設。
- 2007年4月 - 分館として、廿日市市津田4218番地に、はつかいち市民さいき図書館を併設。

## 開館
はつかいち市民図書館
- 開館時間 
  - 月曜日から金曜日 9時 - 19時
  - 土・日曜日･国民の祝日 10時 - 18時
- 休館日 
  - 12月を除く毎月第4木曜日（その日が祝日の場合はその前日）
  - 12月29日 - 1月4日
  - 特別整理期間（年14日以内）

大野図書館・さいき図書館
- 開館時間 
  - 10時 - 18時
- 休館日 
  - 月曜日（祝日のときはその翌日）
  - 12月を除く毎月第4木曜日（その日が祝日の場合はその前日）
  - 12月29日 - 1月4日
  - 特別整理期間（年14日以内）
- また、はつかいち市民大野図書館には移動図書館として「たんぽぽ号」がある

## 交通
- はつかいち文化ホール#交通参照